# Trisomie 13
 Mise en garde médicale
La trisomie 13 résulte de la présence d’un chromosome 13 supplémentaire. La formule chromosomique des patients est donc de 47 chromosomes au lieu de 46. Klaus Patau est le premier à décrire en 1960 la trisomie 13.
Si la trisomie 13 est la plus rare des trisomies viables, c'est aussi l'anomalie chromosomique la plus fréquente qui soit caractérisée par des malformations multiples et qui laisse peu d'espoir de survie après son diagnostic. Cette pathologie atteint de très nombreux organes.
Une survie jusqu'à l'âge adulte est possible, notamment en cas de mosaïcisme.

## Autres noms
- Trisomie D[réf. souhaitée]
- Syndrome de Patau
- Syndrome de Bartholin-Patau

## Épidémiologie
Comme pour la trisomie 21, le risque augmente avec l’âge maternel. À titre d’exemple, le risque qu’une femme de 30 ans mette au monde un enfant atteint de trisomie 21 est d'environ 1/900, un enfant atteint de trisomie 18 est de 1/10 554[réf. nécessaire] et de trisomie 13 est de 1/24 856[réf. nécessaire].
La prévalence est de 1/12000 pour la trisomie libre.

## Description
Les fœtus présentent un retard de croissance intra-utérin avec au moins certains des symptômes suivants :
- Anomalies du système nerveux
  - L'holoprosencéphalie est la malformation la plus fréquente (50 %)
  - Dilatation du carrefour ventriculaire
  - Élargissement de la fosse postérieure
- Anomalies du visage
  - Diminution de la distance interorbitaire (hypotélorisme) pouvant aller jusqu’à la présence d’un seul œil (cyclopie)
  - Fente labiale
- Anomalies des reins
  - Hydronéphrose
  - Augmentation du volume des reins
- Anomalies du cœur
  - Communication interventriculaire
  - Dysplasies valvulaires
  - Tétralogie de Fallot
- Anomalies des membres
  - Polydactylie
  - Pied bot
- Anomalies de l’abdomen
  - Omphalocèle
  - Extrophie vésicale

Le caryotype par amniocentèse, prélèvement de sang fœtal ou biopsie de trophoblaste fait le diagnostic.

## Diagnostics différentiels
- Il est essentiel de faire un diagnostic exact pour un conseil génétique le plus précis possible chez les parents.
- Cette maladie chromosomique devra être différenciée des anomalies génétiques suivantes :
  - Syndrome de Cohen-Gorlin
  - Syndrome de Meckel-Gruber
  - Syndrome de Smith-Lemli-Opitz

## Mortalité
80 à 90 % des fœtus atteints de trisomie 13 décèdent in utero. La moitié des enfants aboutissant à terme décèdent dans les trois mois suivant leur naissance[réf. nécessaire].

## Conseil génétique

Caryotype montrant une trisomie 13.

Le risque de récurrence étant très élevé, il est conseillé de faire à la prochaine grossesse un caryotype par prélèvement de trophoblaste dès 12 semaines de grossesse, ce prélèvement est une BVC (biopsie de villosité choriale). Seul le risque de trisomie 13 est augmenté, le risque des autres anomalies chromosomiques reste inchangé.